# Radiologischer Unfall von Mexiko-Stadt
Der Radiologische Unfall von Mexiko-Stadt ereignete sich im Jahr 1962. Eine Familie wurde versehentlich und unbewusst ionisierender Strahlung ausgesetzt, woraufhin vier der fünf Familienmitglieder starben.

## Ereignisse

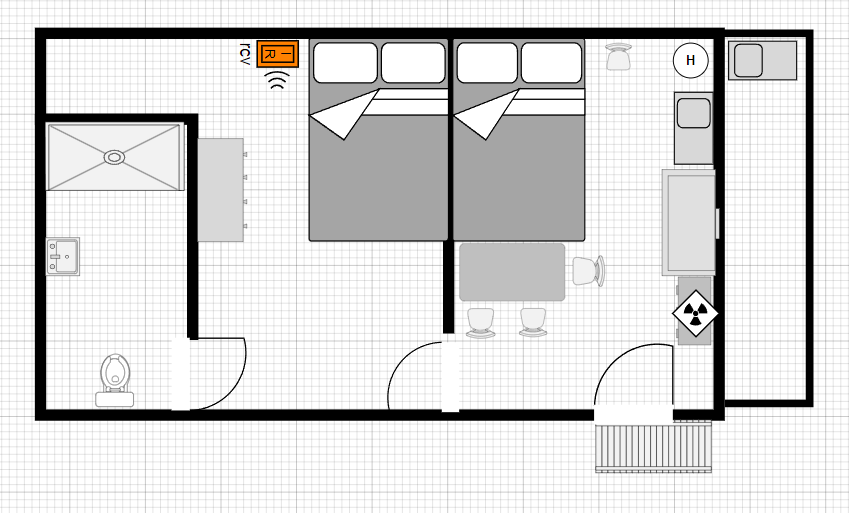
Karte des Familienhauses Espindola Castellans; Die radioaktive Quelle des Kobalt-60-Haufens im Küchenschrank, in dem er von Anfang April bis Juli 1962 verblieb und den Tod von vier Menschen verursachte, ist markiert.

Am 21. März 1962 bezog die aus Mutter, Vater, Sohn und Tochter bestehende Familie ein neues Haus in Mexiko-Stadt, in dem sich eine kleine, zylinderförmige Cobalt-60-Quelle unbekannten Ursprungs befand. Die Strahlenquelle lag zunächst abgeschirmt in einem Bleibehälter. Kein Familienmitglied wusste, worum es sich handelte, oder erkannte die potenzielle Gefahr. Irgendwann zwischen dem 21. März und dem 1. April wurde die Kapsel aus dem Behälter entfernt. Der 10-jährige Sohn der Familie fand die Strahlenquelle und bewahrte sie in seiner Hosentasche auf, wo sie die Mutter am 1. April fand und in den Küchenschrank legte. Ab Anfang April begann der Junge, Anzeichen von Hautveränderungen und Nekrose im Hüftbereich zu zeigen, wo er die Strahlenquelle in der Tasche getragen hatte. Am 17. April zog die Großmutter zu der Familie ins Haus, um sich um den kranken Jungen zu kümmern. Sie bemerkte als erste, dass sich Glasgegenstände im Küchenschrank unter dem Einfluss der Strahlung schwarz verfärbt hatten, konnte den Grund aber nicht ausmachen. Der Sohn der Familie starb am 29. April und die 29-jährige, schwangere Mutter am 19. Juli. Erst am 13. August vermuteten Ärzte am Instituto Mexicano del Seguro Social korrekt Strahlung als Ursache der Symptome der Familie. Am 18. August verstarb die dreijährige Tochter der Familie und am 15. Oktober auch die Großmutter. Einzig der Familienvater überlebte zunächst, mutmaßlich weil er berufsbedingt den Großteil des Tages nicht zuhause war und deshalb einer geringeren Strahlungsdosis ausgesetzt war.

## Strahlenexposition
Laut eines Fallberichts des Instituto Mexicano del Seguro Social (IMSS) aus dem Jahr 1964 waren die Familienmitglieder folgenden Strahlendosen ausgesetzt:
| Person     | Alter (Jahre) | minimale Dosis (Gray) | maximale Dosis (Gray) | Expositionsdauer (Tage) |
| ---------- | ------------- | --------------------- | --------------------- | ----------------------- |
| Sohn       | 10            | 29,402                | 51,652                | 24                      |
| Tochter    | 2½            | 13,729                | 18,719                | 99                      |
| Mutter     | 27            | 19,958                | 29,382                | 115                     |
| Großmutter | 57            | 18,185                | 28,977                | 90                      |
| Vater      | 30            | 9,843                 | 17,164                | 106                     |

Die Familie wurde hier über einen Zeitraum zwischen 24 und 115 Tagen einer fraktionierten Ganzkörperbestrahlung ausgesetzt; bei den meisten anderen vergleichbaren Fällen war die Exposition stattdessen eher kurz und intensiv.